# Gooik-Geraardsbergen-Gooik 2012
La 2e édition de Gooik-Geraardsbergen-Gooik a eu lieu le 17 mai 2012. La course fait partie du calendrier international féminin UCI 2012 en catégorie 1.2. L'épreuve est remportée par la Belge Liesbet de Vocht.

## Récit de la course
Le mur de Grammont provoque le premier mouvement de course. Il y a notamment dans le groupe de tête : Sharon Laws, Elizabeth Armitstead, Emma Pooley, Elisa Longo Borghini, Gracie Elvin, Emma Johansson et Liesbet de Vocht. Dans le Bosberg, ce groupe perd quelques éléments. À mi-course, l'échappée a une minute d'avance. Tiffany Cromwell et Marijn de Vries partent en poursuite et reviennent sur la tête. Sur les circuits urbains, Liesbet de Vocht, Elisa Longo Borghini et Sharon Laws sortent du groupe. Derrière, Emma Johansson et Elizabeth Armitstead partent en chasse mais ne reviennent jamais. Liesbet de Vocht s'impose facilement au sprint.

## Classements

### Classement final
| \| Classement général \| Classement général \| Classement général \| Classement général \| Classement général \| \| Coureur \| Coureur \| Pays \| Équipe \| Temps \| \| ------------------ \| -------------------- \| ------------------ \| --------------------------- \| ------------------ \| \| 1re \| Liesbet De Vocht \| Belgique \| Stichting Rabo Women \| 3 h 31 min 28 s \| \| 2e \| Sharon Laws \| Royaume-Uni \| AA Drink-Leontien.nl \| + 3 s \| \| 3e \| Elisa Longo Borghini \| Italie \| Hitec Products-Mistral Home \| + 3 s \| \| 4e \| Lizzie Armitstead \| Royaume-Uni \| AA Drink-Leontien.nl \| + 1 min 23 s \| \| 5e \| Emma Johansson \| Suède \| Hitec Products-Mistral Home \| + 1 min 23 s \| \| 6e \| Gracie Elvin \| Australie \| Australie \| + 1 min 25 s \| \| 7e \| Marijn de Vries \| Pays-Bas \| AA Drink-Leontien.nl \| + 1 min 25 s \| \| 8e \| Tiffany Cromwell \| Australie \| Australie \| + 1 min 25 s \| \| 9e \| Emma Pooley \| Royaume-Uni \| AA Drink-Leontien.nl \| + 1 min 33 s \| \| 10e \| Petra Dijkman \| Pays-Bas \| Kleo Ladies \| + 2 min 56 s \| |                      |             |                             |                 |
| |                      |             |                             |                 |
| Source : Cycling Quotient |                      |             |                             |                 |
| Classement général |                      |             |                             |                 |
| Coureur | Coureur              | Pays        | Équipe                      | Temps           |
| 1re | Liesbet De Vocht     | Belgique    | Stichting Rabo Women        | 3 h 31 min 28 s |
| 2e | Sharon Laws          | Royaume-Uni | AA Drink-Leontien.nl        | + 3 s           |
| 3e | Elisa Longo Borghini | Italie      | Hitec Products-Mistral Home | + 3 s           |
| 4e | Lizzie Armitstead    | Royaume-Uni | AA Drink-Leontien.nl        | + 1 min 23 s    |
| 5e | Emma Johansson       | Suède       | Hitec Products-Mistral Home | + 1 min 23 s    |
| 6e | Gracie Elvin         | Australie   | Australie                   | + 1 min 25 s    |
| 7e | Marijn de Vries      | Pays-Bas    | AA Drink-Leontien.nl        | + 1 min 25 s    |
| 8e | Tiffany Cromwell     | Australie   | Australie                   | + 1 min 25 s    |
| 9e | Emma Pooley          | Royaume-Uni | AA Drink-Leontien.nl        | + 1 min 33 s    |
| 10e | Petra Dijkman        | Pays-Bas    | Kleo Ladies                 | + 2 min 56 s    |